# Anthony Gaughren
Anthony Gaughren OMI (* 5. Februar 1849 in Chapelizod, County Dublin, Vereinigtes Königreich Großbritannien und Irland; † 15. Januar 1901 in Kimberley) war ein irischer römisch-katholischer Ordensgeistlicher und Apostolischer Vikar von Kimberley in Orange.

## Leben
Anthony Gaughren trat der Ordensgemeinschaft der Oblaten der Unbefleckten Jungfrau Maria bei und legte 1866 die Profess ab. Am 16. März 1872 empfing er das Sakrament der Priesterweihe.
Am 8. Juni 1886 ernannte ihn Papst Leo XIII. zum Titularbischof von Priene und zum ersten Apostolischen Vikar von Kimberley in Orange. Der Erzbischof von Westminster, Henry Edward Manning, spendete ihm am 10. August desselben Jahres in der Tower Hill-Church of the Martyrs in London die Bischofsweihe; Mitkonsekratoren waren der Apostolische Vikar vom östlichen Kap der Guten Hoffnung, James David Ricards, und der Bischof von Southwark, John Baptist Butt.